# SoftBank
SoftBank Group Corp. (яп. ソフトバンク株式会社 софутобанку кабусики гайся) — японская холдинговая компания, работающая в области телекоммуникаций, маркетинга, финансов и др. Третий по величине сотовый оператор Японии после NTT docomo и au (KDDI); также владеет контрольным пакетом акций четвёртого крупнейшего мобильного оператора США Sprint Corporation и такими компаниями, как ARM Holdings, Ampere Computing и Fortress Investment Group. Компания основана в 1981 году Масаёси Соном.
SoftBank входит в список Forbes Global 2000 года и на 2019 год занимает в нём 36-е место, в том числе 86-е по выручке, 26-е по чистой прибыли, 101-е по активам и 83-е по рыночной капитализации.
Штаб-квартира находится в токийском небоскрёбе Tokyo Shiodome Building, занимая в нём 28 из 37 этажей, на верхних 9 этажах расположился отель сети Conrad группы Hilton Worldwide.

## История
Основатель компании, Масаёси Сон, родился в семье иммигрантов из Кореи, образование получил в Калифорнии, там же заработал первый миллион долларов на патенте на карманный электронный переводчик, который он продал Sharp. Второй миллион заработал на импорте японских игровых автоматов в США. Затем вернулся в Японию и 3 сентября 1981 года в Токио основал компанию, которая должна была выступать посредником между производителями персональных компьютеров и разработчиками программного обеспечения; соответственно, она была названа Japan SoftBank, то есть Японский банк программ. Масаёси истратил почти все свои деньги, чтобы купить права на самый большой дисплей, который был на Токийской выставке потребительской электроники 1981 года. Это принесло ему первый контракт с крупнейшей в стране сетью по продаже ПК, Joshin Denki Co. За первый год работы месячная выручка компании выросла с $10 тыс. до $2,3 млн. В 1982 году компания добавила в сферу своих интересов издательское дело, начав выпуск журнала Oh!PC. Хотя в первые месяцы он принёс сотни тысяч долларов убытков, к началу 1990-х годов его тираж достиг 140 тысяч экземпляров, компания выпускала ещё 20 журналов компьютерной тематики, а также напечатала более 300 наименований книг.
В 1983 году Сон покинул компанию по состоянию здоровья, но вернулся в 1986 году с новыми идеями в сфере телекоммуникаций. В этом году Nippon Telegraph & Telephone Corporation была лишена монополии на телефонную связь и появилось три новые компании, DDI Corporation, Teleway Japan и Japan Telecom. SoftBank начал продавать устройство, которое позволяло автоматически выбрать оператора с наиболее выгодным тарифом для осуществления звонка и набирало его код.
В 1990 году компания была переименована в Softbank Corporation и начала выступать посредником между американскими разработчиками программ (таким как BusinessLand Inc. и Novell) и теми, кто их адаптировал для японского рынка, включая NEC, Toshiba, Fujitsu, Canon и Sony. В 1992 году была основана дочерняя компания по венчурному финансированию SoftVenture Capital Co. (в 2006 году она стала самостоятельной компанией SBI Group). В 1993 году была основана дочерняя компания в США — Softbank Inc. В следующем году основная компания разместила свои акции на Токийской фондовой бирже; рыночная капитализация составила $3 млрд, 70 % акций Масаёси Сон оставил себе. В 1994 и 1995 году компания потратила миллиард долларов на покупку двух сетей компьютерных выставок (включая COMDEX, выставку в Лас-Вегасе, вторую крупнейшую в компьютерной отрасли после CeBIT), на их основании было сформировано подразделение Softbank Expos. В 1996 году было куплено американское издательство Ziff-Davis Publishing Co., специализирующееся на компьютерных журналах, в том числе PC Magazine.
В 1995 году компания приобрела 5-процентную долю в Yahoo, Inc., в 1996 году довела свою долю до 37 %; также в этом году было создано совместное предприятие Yahoo! Japan (с долей SoftBank 60 %), быстро ставшее самым популярным веб-сайтом Японии. Другими крупными событиями 1996 года для компании стали покупка 80-процентной доли калифорнийского производителя модулей памяти Kingston Technology (через три года они были выкуплены обратно основателями компании) и создание Japan Sky Broadcasting Co., совместного предприятия с News Corporation Руперта Мёрдока. Эти приобретения удвоили оборот компании, с ¥171,1 млрд ($1,61 млрд) до ¥359,74 млрд ($2,9 млрд), но вместе с тем рос и долг. Курс акций упал с ¥8450 в начале 1997 года до ¥1670 в ноябре того же года. Хотя для этого были и внешние причины, такие как Азиатский финансовый кризис, но были и внутренние, изложенные в книге Inside Revelation: Softbank’s Warped Management (Откровение изнутри: извращённый менеджмент Софтбанка); эта книга, ставшая бестселлером в Японии, обвиняла компанию в искажении финансовой отчётности и стала поводом для иска Softbank к издательству Yell Books. Для решения проблем были проданы или сделаны публичными некоторые из дочерних структур.
Наиболее успешным направлением деятельности Softbank во второй половине 1990-х годов были инвестиции в интернет-компании, такие как Yahoo!, Yahoo Japan, ZDNet, GeoCities, Buy-com Inc., E-Loan Inc., E*Trade Group Inc. и Morningstar Inc. В целом, $2 млрд, инвестированные в 100 таких компаний, к середине 1999 года стоили $17 млрд. В феврале 1999 года курс акций Softbank превысил 60 тысяч иен, но к ноябрю вновь обвалился до 6 тысяч иен и продолжил падение в 2000 году, что отчасти было вызвано сдуванием пузыря доткомов. В 2000 году у правительства Японии был куплен обанкротившийся двумя годами ранее Nippon Credit Bank (переименованный в Aozora Bank). Но самой успешной инвестицией стала покупка в 2000 году за $20 млн доли в китайской интернет-компании Alibaba Group; на сентябрь 2014 года, после выхода Alibaba на Нью-Йоркскую фондовую биржу, стоимость этого пакета выросла до $75 млрд.

В 2004 году был куплен оператор стационарной связи Japan Telecom, в 2005 году — бейсбольная команда Fukuoka SoftBank Hawks. Также в 2004 году была основана дочерняя компания SoftBank BB Corporation, ориентированная на развитие мобильной связи в Японии, в следующем году она получила лицензию на экспериментальные станции на частоте 1,7 ГГц. В 2006 году была куплена дочерняя компания Vodafone в Японии Vodafone K.K. и переименована в SoftBank Mobile. В 2007 году была основана дочерняя компания SB Players Corporation (в партнёрстве с Ассоциацией жокеев префектуры Ивате) по развитию туризма и ставок на спортивные состязания (к скачкам были добавлены мото- и велогонки).
С июня 2008 по сентябрь 2011 был единственным официальным оператором для iPhone в Японии. С 2011 года KDDI au стал вторым официальным оператором для сотовых телефонов Apple. В 2012 году SoftBank приобрёл около 80 % акций одного из крупнейших операторов мобильной связи в США Sprint Corporation. В мае 2012 оператор сообщил о разработке смартфона со встроенным детектором радиации.
В 2015 году название основной компании было изменено на SoftBank Group Corporation, а телекоммуникационные дочерние компании SoftBank Mobile, SoftBank BB, SoftBank Telecom и Ymobile были объединены под названием SoftBank Corporation.
SoftBank в 2015 году инвестировал $1 млрд в компанию Coupang. SoftBank также вложил $2 млрд в этот интернет-магазин через свой фонд Vision в ноябре 2018 года.
В июле 2016 года стало известно, что корпорация SoftBank за £24,3 млрд покупает компанию ARM Holdings, и после одобрения соответствующими регулирующими органами компания ARM Holdings перейдёт в собственность Softbank.
В декабре 2016 года основатель и исполнительный директор корпорации Масаёси Сон сказал, что планирует инвестировать в технологические стартапы в США около $50 млрд, что создаст на территории этой страны 50 тысяч рабочих мест. По его словам, он не стал бы это делать, если бы Дональд Трамп не победил на выборах. Во время визита Владимира Путина в Японию глава корпорации назвал Россию вторым по значимости рынком для инвестиций.
В 2017 году были куплены американские производитель роботов Boston Dynamics и инвестиционная компания Fortress Investment Group (за $3,3 млрд).
В декабре 2020 года SoftBank договорилась о продаже Boston Dynamics корейскому автоконцерну Hyundai за $921 млн.

## Руководство
Масаёси Сон является основателем корпорации и продолжает быть её главой, совмещая посты председателя совета директоров и главного исполнительного директора; также входит в советы директоров Sprint Corporation, Yahoo Japan Corporation и Alibaba Group и является председателем советов директоров дочерних компаний ARM и SoftBank Corp.

## Деятельность
Основные подразделения:
- телекоммуникации в Японии и США — телекоммуникационные услуги под торговыми марками SoftBank (в Японии) и Sprint (в США), а также продажа мобильных телефонов и аксессуаров к ним; оборот в 2017/18 финансовом году составил ¥6,83 трлн, из них ¥3,6 трлн в США;
- Yahoo Japan — прибыль от работы этой поисковой системы поступает от рекламы, спонсорских результатов поиска, комиссионных от электронной коммерции и других услуг; оборот ¥884 млрд;
- торговля — оптовая продажа мобильных телефонов вне Японии и продажа программного обеспечения в Японии; оборот ¥1,42 трлн;
- ARM — лицензирование производства микропроцессоров, изготовленных с применением технологий британской дочерней компании ARM (такие микропроцессоры являются основой почти всех смартфонов); оборот ¥202 млрд.

Почти половину выручки даёт деятельность в Японии (¥4,45 трлн из ¥9,16 трлн), на США приходится ¥4 трлн ($38 млрд), в других странах компания представлена слабо.
|                        | 2001  | 2002   | 2003   | 2004   | 2005   | 2006  | 2007  | 2008  | 2009  | 2010  | 2011  | 2012  | 2013  | 2014  | 2015  | 2016  | 2017  | 2018  |
| ---------------------- | ----- | ------ | ------ | ------ | ------ | ----- | ----- | ----- | ----- | ----- | ----- | ----- | ----- | ----- | ----- | ----- | ----- | ----- |
| Оборот                 | 0,397 | 0,405  | 0,407  | 0,517  | 0,837  | 1,109 | 2,544 | 2,776 | 2,673 | 2,763 | 3,005 | 3,202 | 3,203 | 6,667 | 8,504 | 8,882 | 8,901 | 9,159 |
| Чистая прибыль         | 0,037 | -0,089 | -0,100 | -0,107 | -0,060 | 0,058 | 0,029 | 0,109 | 0,043 | 0,097 | 0,190 | 0,314 | 0,372 | 0,520 | 0,668 | 0,474 | 1,426 | 1,039 |
| Активы                 | 1,146 | 1,164  | 0,946  | 1,421  | 1,705  | 1,808 | 4,311 | 4,559 | 4,387 | 4,463 | 4,656 | 4,900 | 7,218 | 16,69 | 21,03 | 20,71 | 24,63 | 31,18 |
| Собственный капитал    | 0,424 | 0,465  | 0,257  | 0,238  | 0,178  | 0,243 | 0,283 | 0,384 | 0,374 | 0,471 | 0,619 | 0,937 | 1,613 | 1,930 | 2,846 | 2,614 | 3,586 | 5,184 |
| Сотрудников, тыс. чел. | 4,312 | 4,375  | 4,966  | 5,108  | 12,95  | 14,18 | 17,80 | 19,04 | 21,05 | 21,89 | 21,80 | 22,71 | 25,89 | 70,34 | 66,15 | 63,59 | 68,40 | 74,95 |

Примечание. Значения указаны на 31 марта, когда в Японии заканчивается финансовый год.

## Дочерние компании
Основные дочерние компании и партнёрства на 2018 год:
- SoftBank Corp. (телекоммуникации, Токио, 99,99 %)
- Wireless City Planning Inc.(телекоммуникации, Токио, 32,2 %)
- SoftBank Payment Service Corp. (телекоммуникации, Токио, 100 %)
- Sprint Corporation (телекоммуникации, США, 84,7 %)
- Sprint Communications, Inc. (телекоммуникации, США, 100 %)
- Yahoo Japan Corporation (Интернет, Токио, 43 %)
- ValueCommerce Co., Ltd. (Интернет, Токио, 52,1 %)
- ASKUL Corporation (Интернет, Токио, 45,2 %)
- eBOOK Initiative Japan Co., Ltd.(Интернет, Токио, 44,1 %)
- The Japan Net Bank, Limited (Интернет, Токио, 41,2 %)
- Brightstar Global Group Inc. (торговля, США, 87,1 %)
- Brightstar Corporation[англ.] (торговля, США, 100 %)
- SoftBank Commerce & Service Corp. (торговля, Токио, 100 %)
- Arm Limited (Великобритания, 100 %)
- Arm PIPD Holdings One, LLC (США, 100 %)
- Arm PIPD Holdings Two, LLC (США, 100 %)
- SB Investment Advisers (UK) Limited (инвестиционный фонд, Великобритания, 100 %)
- SoftBank Group International GK (Токио, 100 %)
- SoftBank Group Capital Limited (Великобритания, 100 %)
- SB Group US, Inc. (США, 100 %)
- Fortress Investment Group[англ.] LLC (инвестиционный фонд, США, 100 %)
- Fukuoka SoftBank HAWKS Corp. (бейсбольная команда, Фукуока, 100 %)
- SB Energy Corp. (Токио, 100 %)
- SoftBank Robotics Group Corp. (Токио, 69,7 %)
- SBBM Corporation (Токио, 100 %)
- Skywalk Finance GK (Токио, 100 %)
- ITmedia Inc. (Токио, 57,7 %)
- SoftBank Technology Corp. (Токио, 54,3 %)
- Vector Inc. (Токио, 52,1 %)
- SoftBank Ventures Korea Corp. (Республика Корея, 100 %)
- SoftBank Korea Corp. (Республика Корея, 100 %)
- SoftBank Holdings Inc. (США, 100 %)
- SoftBank America Inc. (США, 100 %)
- SB Pan Pacific Corporation (Микронезия, 100 %)
- SB Cayman 2 Ltd. (Острова Кайман, 100 %)
- SB Investment Holdings (UK) Limited (Великобритания, 100 %)
- Starfish I PTE. LTD. (Сингапур, 100 %)
- Starburst I, Inc. (США, 100 %)
- West Raptor Holdings, LLC (США, 100 %)
- Hayate Corporation (Микронезия, 100 %)